# ماري إستر هاردنج
تُعد ماري إستر هاردنج أول عالم نفس تحليلي ذات صقل بالولايات المتحدة الأمريكية. وُلدت في المملكة المتحدة عام 1888.

## سيرتها الذاتية
وُلدت ماريا إستر هاردنج في شروبشاير في إنجلترا. هي الابنة الرابعة من أصل ستة أشقاء. كان والدها طبيب أسنان. وكانت قارئة مُولعة بالقراءة وتلقت تعليمها في المنزل حتى سن الحادية عشر. وتابعت هدفها لتُصبح طبيبة تبشيرية وحضرت في مدرسة لندن للطب للسيدات، حيث هناك أنهت مسيرتها التعليمية لهذه المرحلة عام 1914 في فصل مُكون من تسعة طالبات. وفي ذلك الحين، كانت متدربة في المستوصف الملكي في لندن، أول مستشفى في لندن تقبل متدربات من النساء. وكانت جادة في حياتها، حيث كتبت كتابها الأول القصور الدوراني للديفتيريا، في وقت لاحق من ظهور المرض.
قامت صديقة لها تُدعى كونستانس لونج، بعد شفائها، بتقديم ترجمة بياتريس هينكل لكتاب علم نفس اللاوعي لكارل يونغ، موجهًا إياها نحو علم النفس التحليلي مع مجموعة صغيرة من الطلاب المتعاطفين في منزل کوسناخت ليونغ في زيورخ بسويسرا.

## التحليل النفسي
في عام 1919، سافرت كل من إلينور برتيني وكريستين مان إلى زيورخ عقب مؤتمر دولي للطبيبات النساء. وهناك تطورت علاقة كل من إلينور برتيني وإستر هاردنج، وفي عام 1924، قررا الانتقال إلى نيويورك. وكانا يذهبا كل عام إلى زيورخ في رحلة بحث وتحليل تستغرق شهرين ويقضيا الصيف في جزيرة بيلي بولاية مين ومنزل العطلة الصيفية من إرث كريستين مان. وهناك، تم رؤيتهم وهن يقومون بالتحليل عن الولايات المتحدة وكندا في بيئة منعزلة وهادئة ومريحة عن تشتيتات وإرهاصات الحياة اليومية؛ حيث قمن بتحليلات وتجارب عميقة عن اللاوعي.

## أعمالها للاستزداة
- M. Esther Harding, The Circulatory Failure of Diphtheria: A thesis for the degree of Doctor of Medicine in the University of London, University of London Press, 1920, ASIN B00087EDZI
- M. Esther Harding, The Way of All Women, Putnam Publishing, (New York: 1970 ISBN 1-57062-627-8
- M. Esther Harding, Psychic Energy, its source and goal, New York, Pantheon, 1947, Bollingen Series No. 10, ASIN B00005XR4E
- M. Esther Harding, Psychic Energy: Its Source and Its Transformation, foreword by C.G. Jung, 1963, Paper 0-691-01790-5
- M. Esther Harding, Woman's Mysteries (ancient and modern: A psychological interpretation of the feminine principle as portrayed in myth, story, and dreams), Pantheon; A new and rev. ed edition (1955), ASIN B0006AU8SI
- M. Esther Harding, The Parental Image;: Its injury and reconstruction; a study in analytical psychology, Published by Putnam for the C. G. Jung Foundation for Analytical Psychology (1965), ASIN B0006BMVIM
- Mary Esther Harding, The I and the Not-I, Bollingen: January 1, 1974, ISBN 0-691-01796-4
- Esther M. Harding, The Value and Meaning of Depression, Analytical Psychology Club, June, 1985, ISBN 0-318-04660-1
- M. Esther Harding, A short review of Dr. Jung's article Redemption ideas in alchemy, ASIN B0008C5SP2
- M. Esther Harding, The mother archetype and its functioning in life, Analytical Psychology Club of New York City, 1939, ASIN B00089E47S
- M. Esther Harding, Afterthoughts on The Pilgrim, Analytical Psychology Club of New York, 1957, ASIN B0006RJAD0
- M. Esther Harding, Inward Journey, Sigo; 2nd edition, October, 1991, ISBN 0-938434-61-6
- M. Esther Harding, Way of All Women: a Psychological Interpretation, HarperCollins, January 1, 1975, ISBN 0-609-03996-2
- M. Esther Harding, Journey Into Self, Longman Green & Co., 1956
- M. Esther Harding, Woman's Mysteries: Ancient & Modern, Longmans Green & Co., 1935
- M. Esther Harding, The Way of All Women, Longman Green & Co., 1933